# ニューポール 17
ニューポール 17
- 用途：戦闘機
- 製造者：ニューポール
- 運用者**フランス空軍
  - イギリス陸軍航空隊 ほか
- 初飛行：1916年1月[1]
- 運用開始：1916年3月[1]

ニューポール 17（フランス語:Nieuport 17）はニューポール社によって製作された第一次世界大戦時のフランスの複葉戦闘機である。

## 設計と開発
ニューポール 17は、先行するニューポール 11をやや拡大したタイプで、より強力なエンジンと大きな翼を持ち、全体的に洗練された構造を持っていた。初めは110馬力のル・ローヌ9Jエンジンを装備していたが、後期型では130馬力エンジンに強化された。17は傑出した運動性と優れた上昇率を発揮したが、その「セスキプラン」と称する一葉半の主翼の下翼はその単桁構造の故に脆弱であり、飛行中に分解する不都合な傾向を持っていた。
ニューポール 17は当初ニューポール11が装備していた翼の上のルイス機銃を引き継いでいたが、フランス軍では間もなくこれをプロペラ同調式のヴィッカース機銃に置き換えられた。イギリス陸軍航空隊では、翼の上のルイス機銃は、改良されたフォスター銃架（パイロットが弾倉を交換したり、弾詰まりを除去できるように曲がった金属製のレールがついたもの）と大容量の97発ドラム弾倉を利用することによって続けて使われた。両方を装備したものも数機あったが、それがもたらす重量の増加などによって性能悪化がもたらされるため、1挺のみの機銃とするのが標準であった。またニューポール11同様、ごく少数機には対気球用に翼の支柱にロケット弾を装備した機体もある。

## 運用歴

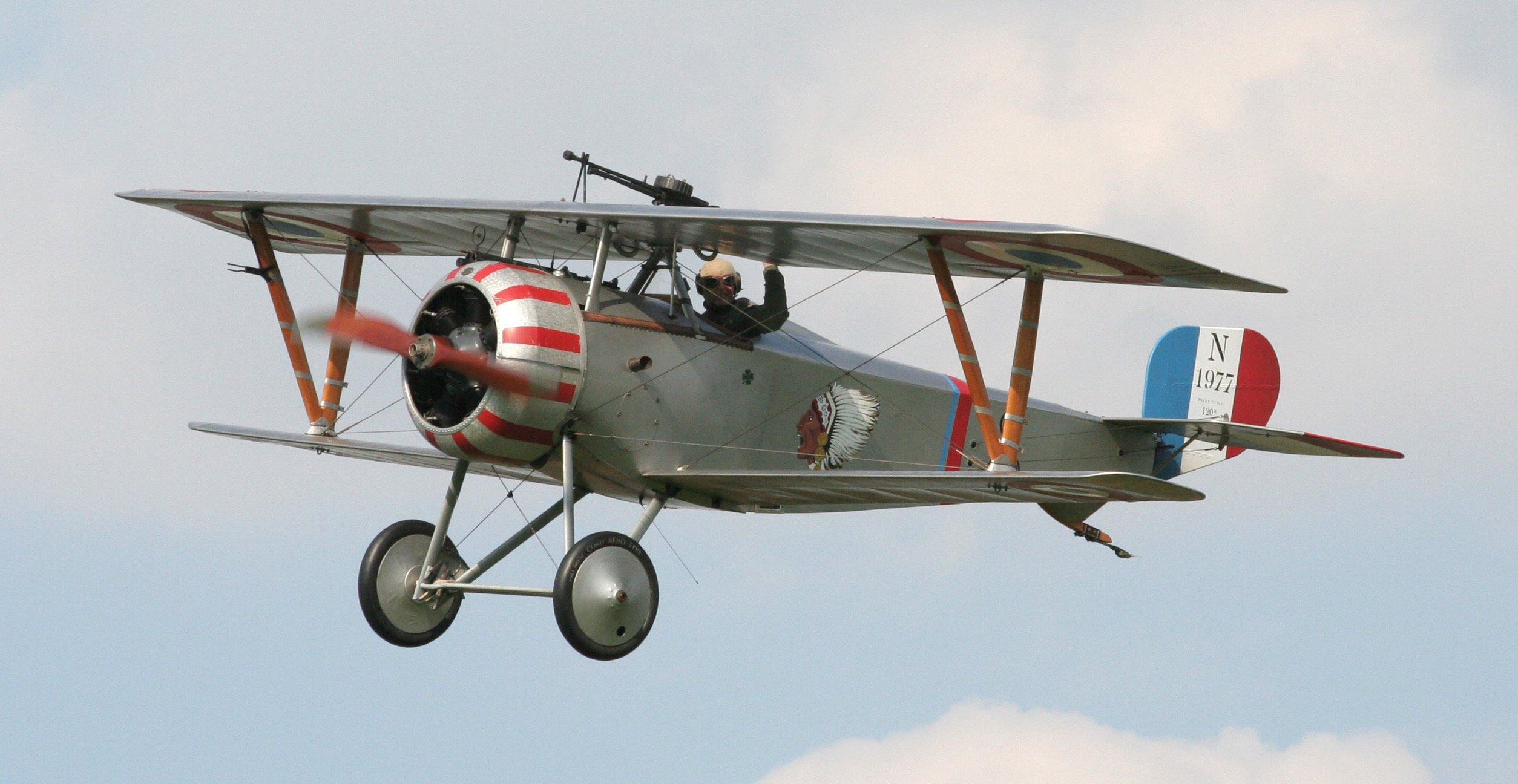
展示飛行するニューポール17（2007年）

ニューポール17は1916年3月に部隊配備が始まり、速やかにフランス軍のニューポール11と交替を開始した。また当時のどのイギリス戦闘機よりも優れていたため、イギリスの陸軍航空隊や海軍航空隊からも発注を受けた。1916年の一時期、フランス航空部隊のすべての戦闘機隊がニューポール 17を装備したということは特筆に値する。ドイツは、捕獲した数機のニューポール17を自国のメーカーに与えてコピーさせた。それがジーメンス・シュッケルト D.Iで、エンジン装備が異なるほかはそっくりだった。これは実際に生産に移されたが、西部戦線で使われることはなかった。
1917年になると、ニューポール戦闘機はアルバトロス D.IIIなどの新型のドイツ戦闘機に圧倒されるようになった。そのため新たにニューポール 24や27が開発されたが、1917年半ばにはSPAD S.VIIがニューポールに替って多くのフランス戦闘機隊に装備されていた。イギリスはもう少し長くニューポールにこだわり、1918年前半までニューポール24bisを使用し続けた。
ニューポール17の運用国は19か国に上り、イタリアやロシアではライセンス生産も行われた。
ニューポールを使用してヴィクトリア十字章を受章したカナダの撃墜王ウィリアム・ビショップや、もっとも有名なアルバート・ボールなど、多くの撃墜王たちがニューポールを使用した。
その他の型のニューポール機と同じく17も、第一線を退いてからは戦闘機パイロットの卵たちの高等練習機として使われ続けた。

## 派生型
- ニューポール 17bis - ニューポール17の発達型

## 運用者
- アメリカ合衆国
- イギリス[1] - 1、14、17、29、40、60、67、111、113、150各飛行隊
- イタリア王国[1]
- ウクライナ人民共和国
- ウクライナ国
- 西ウクライナ人民共和国
- エストニア
- オランダ
- コロンビア
- ソビエト連邦
- タイ
- チェコスロバキア
- チリ
- ハンガリー王国
- フィンランド
- フランス[1]
- ベルギー[1]
- ポーランド
- ルーマニア王国
- ロシア帝国[1]
- 白軍（南ロシア軍・ロシア軍ほか）
- ソヴィエト・ロシア

## 性能諸元（ニューポール 17）
諸元
- 乗員: 1
- 全長: 5.8 m
- 全高: 2.4 m
- 翼幅: 8.2 m
- 翼面積: 14.75 m2
- 空虚重量: 375 kg
- 運用時重量: 550 kg
- 動力: ル・ローヌ 9J 回転式空冷星型9気筒、110 hp    × 1

性能
- 最大速度: 164 km/h
- 航続距離: 249 km
- 実用上昇限度: 5,300 m
- 上昇率: 3,000 mまで11.5分
- 翼面荷重: 37.9 kg/m2

武装
- フランス軍: ルイス機銃（翼上装備）または、ヴィッカース機銃 ×1 （プロペラ同調）

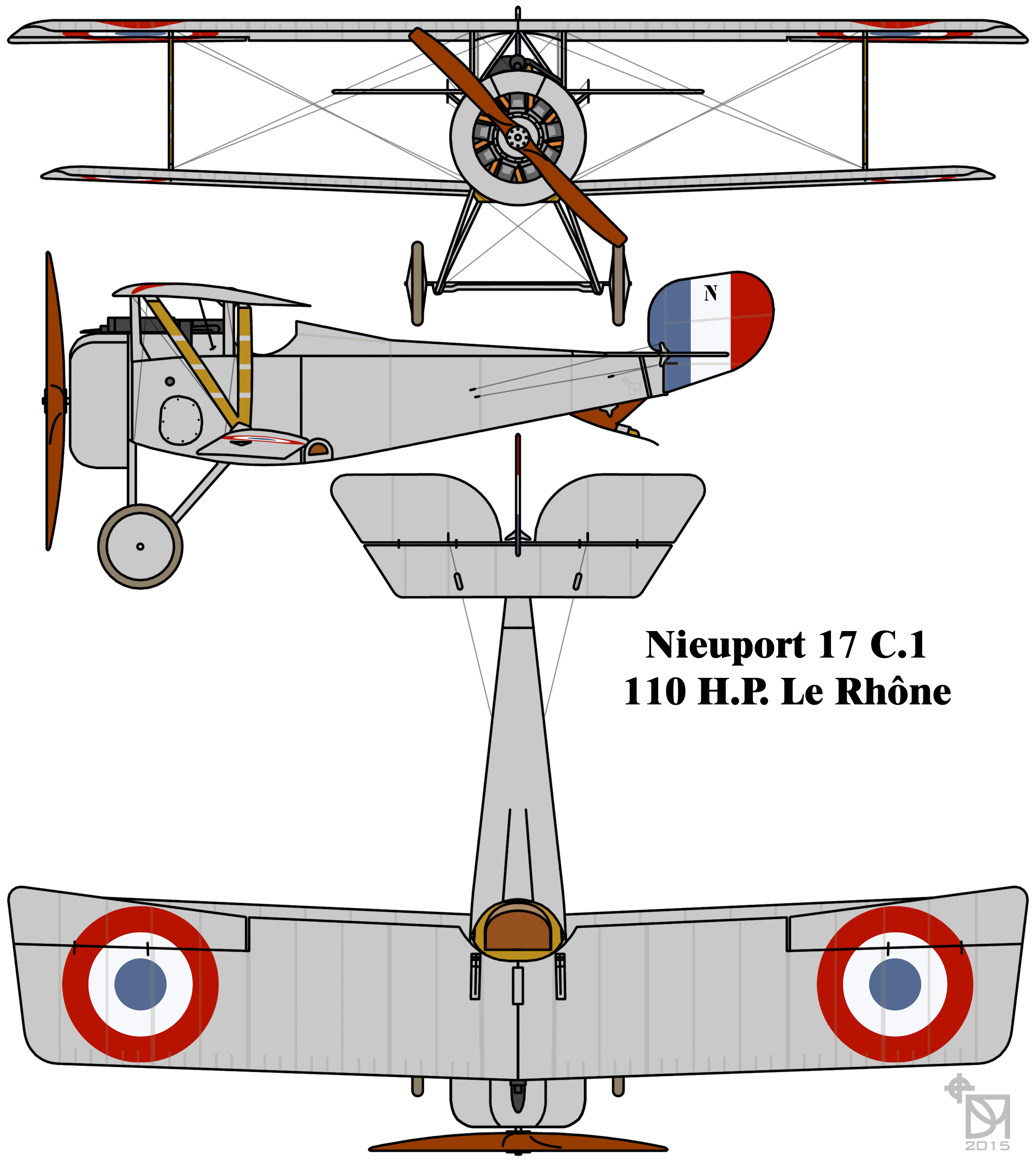
ニューポール 17 描画

- イギリス軍: ルイス機銃 ×1 （フォスター銃架による翼上装備）
- ロケット弾: ル・プリエールロケット弾×8（オプション）